# Bryan Paris
Bryan „bparis“ Paris (* 12. Mai 1985) ist ein professioneller US-amerikanischer Pokerspieler, der hauptsächlich online spielt.

## Persönliches
Paris machte einen Bachelor-Abschluss an der University of California in Irvine, 60 Kilometer südöstlich von Los Angeles. Er lebt im niederländischen Haarlem.

## Pokerkarriere

### Online
Paris spielt seit August 2006 Onlinepoker. Er nutzt die Nicknames bparis (PokerStars sowie Full Tilt Poker), DePittsterje (888poker), A.B.Rips (Winamax), GOSUOPOSUM01 (PokerStars.FR), boomswitch.tv (PokerStars.ES), thebattler44 (Americas Cardroom), LETSGOOAKLAND (UltimateBet) und Todddddd (William Hill). Darüber hinaus spielt er bei partypoker und GGPoker unter seinem echten Namen. Seine Online-Turniergewinne belaufen sich auf knapp 16 Millionen US-Dollar, womit er zu den erfolgreichsten Onlineturnierspielern zählt. Den Großteil von mehr als 7 Millionen US-Dollar erspielte sich der Amerikaner dabei auf PokerStars. Im Jahr 2014 stand er zeitweise auf dem fünften Platz des PokerStake-Rankings, das die erfolgreichsten Onlinepoker-Turnierspieler weltweit listet. Sein Spiel kann man mehrmals wöchentlich auf der Livestreaming-Plattform Twitch verfolgen, bei der Paris über 40.000 Follower hat.

### Live
Seine erste Geldplatzierung bei einem Live-Turnier erzielte Paris Mitte Juni 2008 bei der World Series of Poker (WSOP) im Rio All-Suite Hotel and Casino am Las Vegas Strip. Dort kam er bei einem Turnier der Variante No Limit Hold’em in die Geldränge. Beim Main Event des PokerStars Caribbean Adventures auf den Bahamas belegte der Amerikaner im Januar 2009 den mit 40.000 US-Dollar dotierten 27. Platz. Bei der WSOP 2012 kam er beim Main Event auf die bezahlten Plätze und erhielt für seinen 193. Platz knapp 45.000 US-Dollar. Im März 2014 beendete er das Main Event der Eureka Poker Tour in Wien als Vierter, was ihm mehr als 70.000 Euro einbrachte. Bei der European Poker Tour in Monte-Carlo gewann Paris Anfang Mai 2014 ein Side-Event und sicherte sich eine Siegprämie von knapp 65.000 Euro. An gleicher Stelle wurde er im Jahr darauf Fünfter beim High Roller der France Poker Series und erhielt 42.300 Euro.
Insgesamt hat sich Paris mit Poker bei Live-Turnieren knapp eine Million US-Dollar erspielt.